# Achard von Clairvaux
Der selige Achard von Clairvaux OCist († um 1170 im Kloster Clairvaux) war Baumeister des Zisterzienserordens.

## Leben
Achard stammte ursprünglich aus einer adeligen Familie und trat 1124 in das Kloster Clairvaux ein. Dort wurde er zu einem der engsten Vertrauten des Abtes Bernhard von Clairvaux. Als Architekt war er an mehreren Bauvorhaben des Ordens beteiligt, etwa 1138 am Bau des Klosters Himmerod in der Eifel. Um 1140 kehrte er in die französische Abtei zurück und wurde Novizenmeister. Er starb um 1170 im Kloster Clairvaux. Als Seliger ist sein Gedenktag im Orden der 15. September.

## Schriften
- Conciones ad novicios suos, eine Sammlung von Ansprachen an seine Novizen
- Vita s. Gezelini eremitae, die Lebensgeschichte von Gezelin von Schlebusch, nur zugeschrieben, nach Kolumban Spahr stammt sie von dem Schüler Achards, Herbert von Torres